# Zyginama
Zyginama är ett släkte av insekter. Zyginama ingår i familjen dvärgstritar.

## Dottertaxa tillZyginama, i alfabetisk ordning[1]
- Zyginama adisi
- Zyginama agnata
- Zyginama angulata
- Zyginama arizonica
- Zyginama attenuata
- Zyginama aucta
- Zyginama bifida
- Zyginama blanda
- Zyginama brunnedorsum
- Zyginama carapana
- Zyginama casta
- Zyginama cimarroni
- Zyginama coahuilensis
- Zyginama colima
- Zyginama colorada
- Zyginama cornigera
- Zyginama cristata
- Zyginama cuernavaca
- Zyginama dentata
- Zyginama durangensis
- Zyginama elevata
- Zyginama elongata
- Zyginama enigmata
- Zyginama erosa
- Zyginama furca
- Zyginama gibba
- Zyginama gracilifurca
- Zyginama grandis
- Zyginama iguala
- Zyginama inornata
- Zyginama intermedia
- Zyginama lanceolata
- Zyginama longispina
- Zyginama maculipennis
- Zyginama malleta
- Zyginama merita
- Zyginama multifurca
- Zyginama munda
- Zyginama nicholi
- Zyginama novella
- Zyginama nuda
- Zyginama obscura
- Zyginama ochrescens
- Zyginama olmeca
- Zyginama orizaba
- Zyginama ortha
- Zyginama pallenta
- Zyginama pallescens
- Zyginama panamensis
- Zyginama pinalensis
- Zyginama queretarensis
- Zyginama ritana
- Zyginama rodmani
- Zyginama rossi
- Zyginama rubicunda
- Zyginama rubrocta
- Zyginama serrata
- Zyginama sola
- Zyginama spatulata
- Zyginama spectabilis
- Zyginama spiculata
- Zyginama tambopatensis
- Zyginama ternaria
- Zyginama tolteca
- Zyginama toluca
- Zyginama triceroprocta
- Zyginama tricolor
- Zyginama tripunctata
- Zyginama truncata
- Zyginama unicolor
- Zyginama utahna
- Zyginama vittata
- Zyginama zitacuarensis